# Turn on the Bright Lights
Albums de Interpol
Antics
(2004)
Singles
1. PDA
Sortie : 4 juin 2002
2. Obstacle 1
Sortie : 11 novembre 2002
3. Say Hello to the Angels/NYC
Sortie : 14 avril 2003

Turn on the Bright Lights est le premier album du groupe américain de rock indépendant Interpol, publié le 19 août 2002, par Matador Records.
L'accueil critique est positif, puisque Pitchfork, notamment, leur attribue une note de 9,5/10.

## Liste des chansons
Album original
Toutes les chansons sont écrites et composées par Interpol.
| No  | Titre                                      | Durée |
| --- | ------------------------------------------ | ----- |
| 1.  | Untitled                                   | 3:56  |
| 2.  | Obstacle 1                                 | 4:11  |
| 3.  | NYC                                        | 4:20  |
| 4.  | PDA                                        | 4:59  |
| 5.  | Say Hello to the Angels                    | 4:28  |
| 6.  | Hands Away                                 | 3:05  |
| 7.  | Obstacle 2                                 | 3:47  |
| 8.  | Stella Was a Diver and She Was Always Down | 6:28  |
| 9.  | Roland                                     | 3:35  |
| 10. | The New                                    | 6:07  |
| 11. | Leif Erikson                               | 4:00  |

Disque bonus réédition 10e anniversaire
| No  | Titre                                                   | Durée |
| --- | ------------------------------------------------------- | ----- |
| 1.  | Interlude                                               | 1:01  |
| 2.  | Specialist                                              | 6:40  |
| 3.  | PDA (First Demo)                                        | 4:44  |
| 4.  | Roland (First Demo)                                     | 3:44  |
| 5.  | Get The Girls/Song 5 (First Demo)                       | 3:47  |
| 6.  | Precipitate (Second Demo)                               | 5:33  |
| 7.  | Song Seven (Second Demo)                                | 4:43  |
| 8.  | A Time To Be So Small (Second Demo)                     | 5:47  |
| 9.  | Untitled (Third Demo)                                   | 4:13  |
| 10. | Stella Was a Diver and She Was Always Down (Third Demo) | 6:40  |
| 11. | NYC (Third Demo)                                        | 4:27  |
| 12. | Leif Erikson (Third Demo)                               | 4:27  |
| 13. | Gavilan/Cubed (Third Demo)                              | 6:49  |
| 14. | Obstacle 2 (Peel Session)                               | 3:54  |
| 15. | Hands Away (Peel Session)                               | 3:10  |
| 16. | The New (Peel Session)                                  | 5:59  |
| 17. | NYC (Peel Session)                                      | 4:17  |

## Musiciens
- Paul Banks – chant, guitare rythmique
- Daniel Kessler – guitare solo, piano
- Carlos Dengler – basse, claviers
- Sam Fogarino – batterie, percussions